# Hl. Markus (Varna)

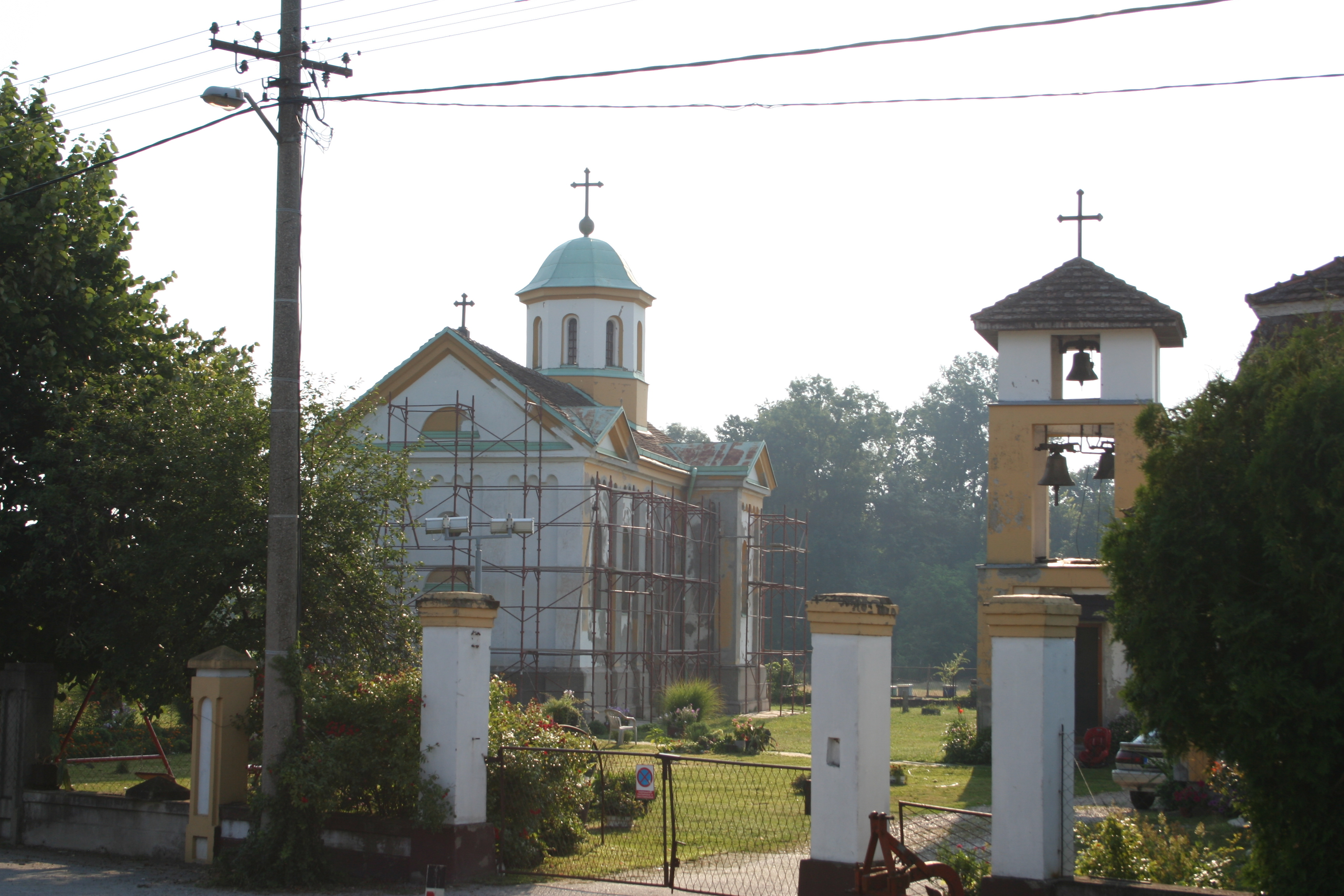
Die Kirche Hl. Markus mit dem freistehenden Glockenturm zu Varna

Die Kirche Hl. Markus (serbisch: Црква Светог Апостола и Јеванђелиста Марка, Crkva Svetog Apostola i Jevanđelista Marka) im zur Opština (Gemeinde) Šabac gehörendem Dorf Varna ist eine serbisch-orthodoxe Kirche im nordwestlichen Serbien.
1903 bis 1911 erbaut und dem Hl. Apostel und Evangelisten Markus geweiht ist sie Pfarrkirche der Pfarrei Varna im Dekanat Pocerina der Eparchie Šabac der Serbisch-Orthodoxen Kirche.

## Lage

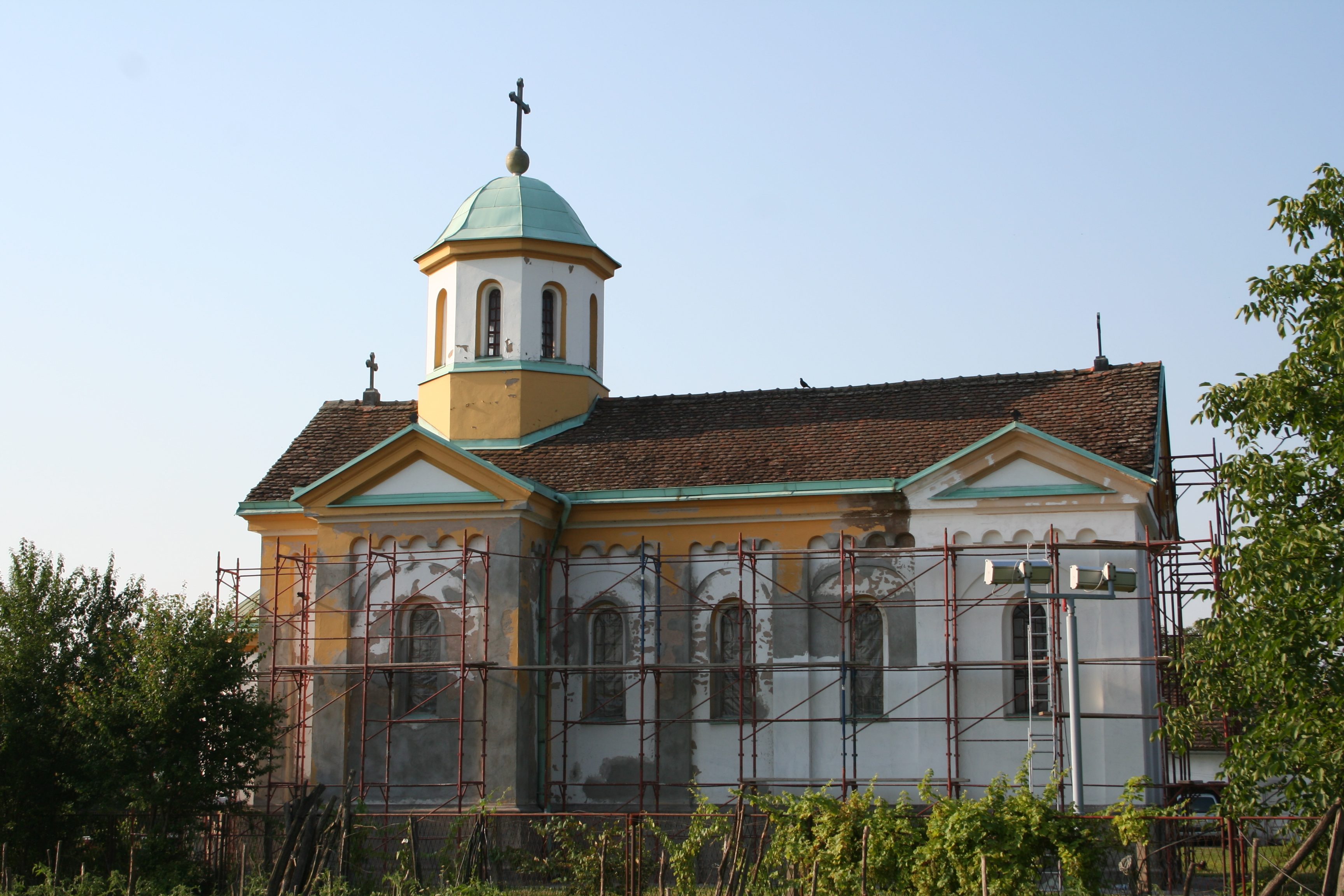
Seitenansicht der Kirche, während der Renovierungsphase

Die Kirche Hl. Markus steht im Zentrum des Dorfes Varna. Varna befindet sich etwa 8 km südlich der Gemeindehauptstadt Šabac.  Die heutige Pfarrei von Varna besteht aus Varna und dem Nachbardorf Gornja Vranjska.

## Geschichte
Der Bau der Kirche Hl. Markus begann 1898 auf Initiative des Dorfpriesters der Pfarrei Dobrić Damnjan Vujković, zu dem auch das Dorf Varna gehörte.

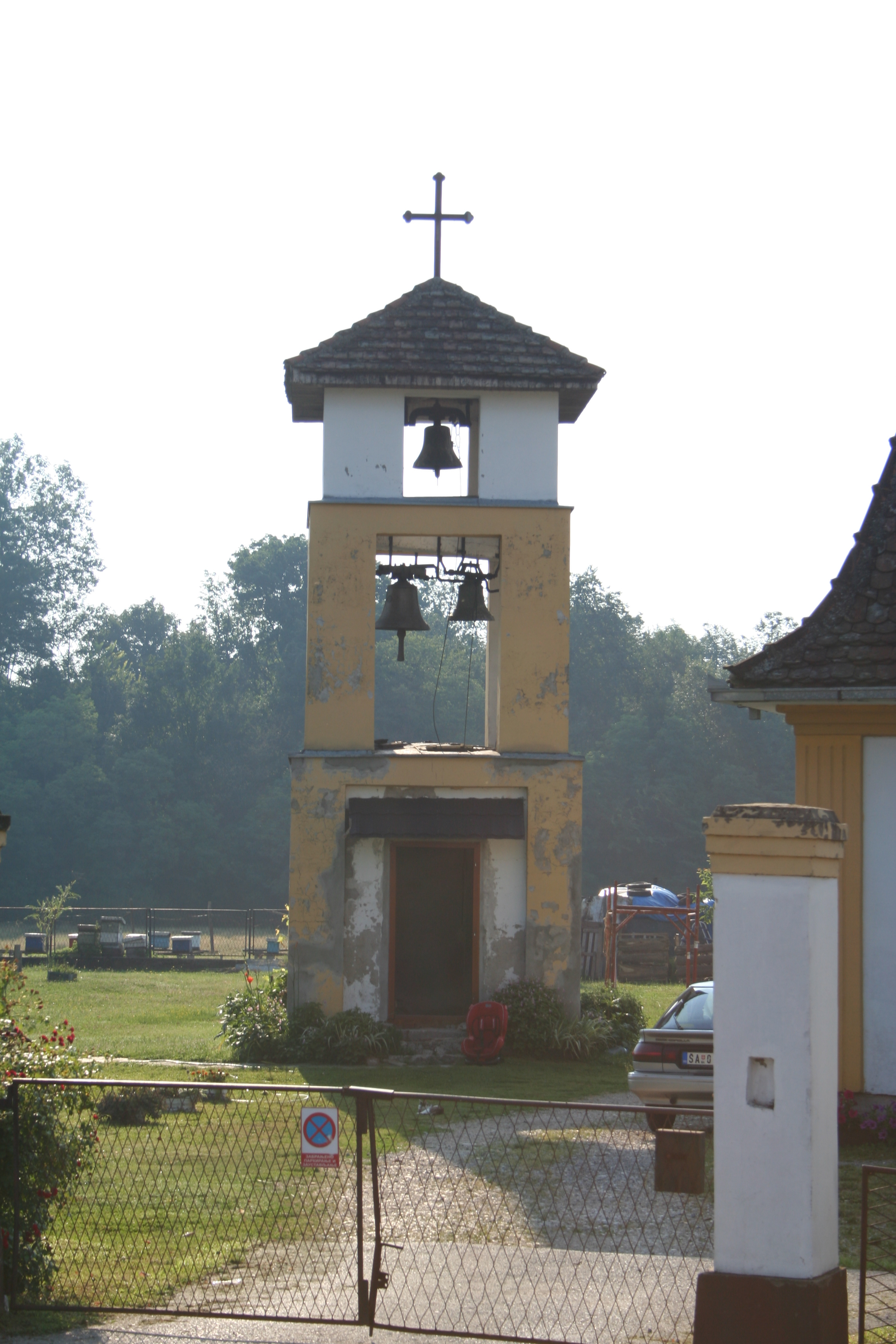
Der freistehende Glockenturm

Er hatte bereits erste Mittel zum Kirchenbau gesammelt, indem das Pfarreigentum aufgeteilt wurde. Ein unzufriedener Pfarrangehöriger schoss auf Priester Vujković, der durch die Folgen der Verwundungen erblindete. Sein Nachfolger Stevan Karanović kaufte im Jahr 1900 den Bauplatz.
Der Kirchenbau begann 1903. Der Sohn des Priesters Damnjan Vujković, Nenad Vujković, ebenfalls Priester, setzte den Kirchenbau fort. Im Jahr 1911 wurde die Kirche fertiggestellt und im August 1911 vom Bischof der damaligen Eparchie Šabac-Valjevo, Sergije (Georgijević), feierlich eingeweiht. In unmittelbarer Nähe des Gotteshauses wurde ein freistehender Glockenturm mit zwei Kirchglocken erbaut.
Im Ersten Weltkrieg (1914–1918) wurden die Kirchglocken gestohlen. Die Kirche wurde von österreichisch-ungarischen Soldaten in Brand gesteckt und von Soldaten der zweiten Mobilmachung der Timok-Division der serbischen Armee gelöscht.

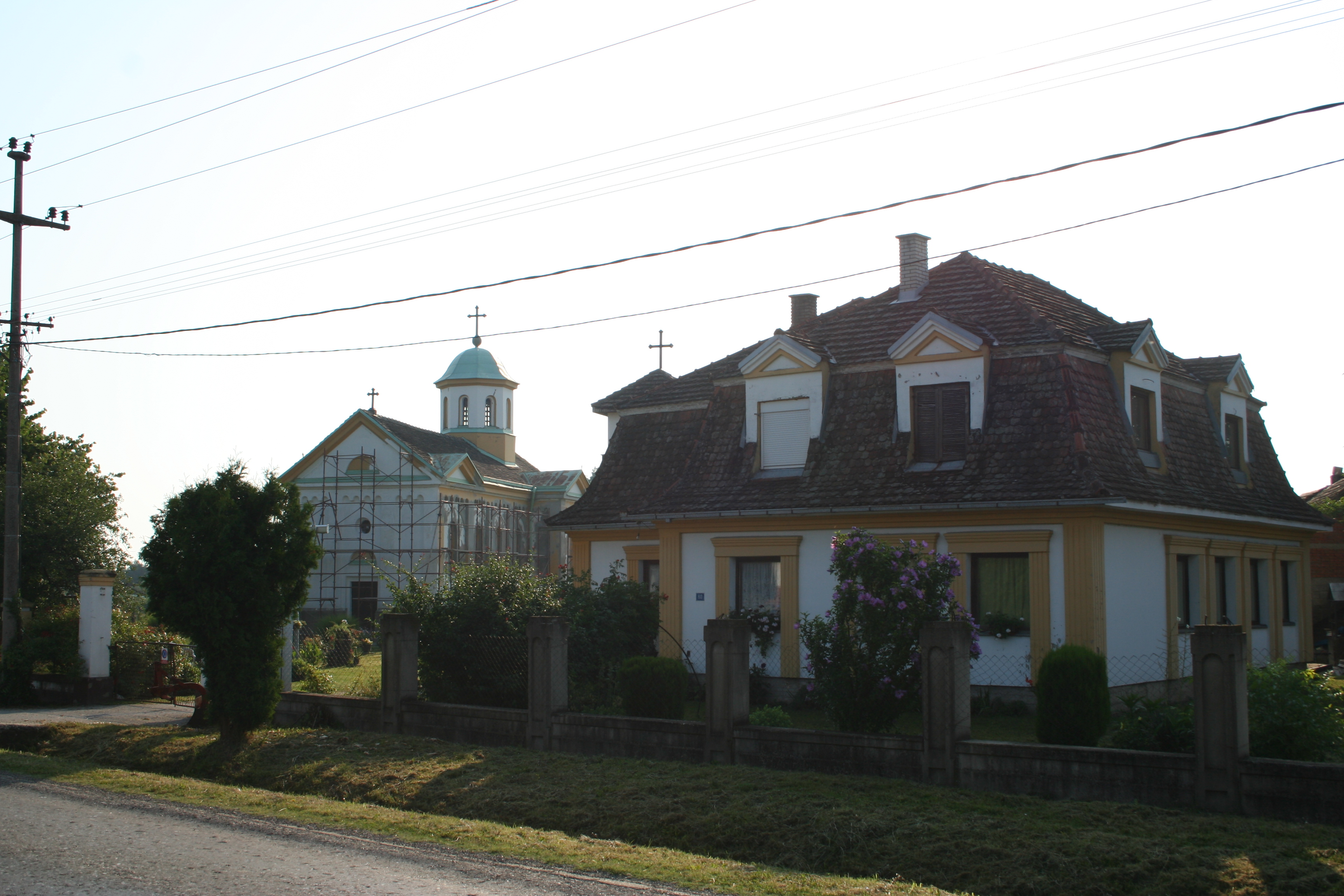
Die Kirche und das Pfarrhaus zu Varna

1923 begann man mit der Erneuerung bzw. Restaurierung der Kirche, als auch drei neue Kirchglocken gekauft wurden. Sie wurde am 8. Mai 1932 vom Bischof der Eparchie Šabac-Valjevo, Mihailo (Urošević), feierlich neu eingeweiht. Das Pfarrhaus wurde 1940 erbaut, als Varna Sitz einer eigenständigen Pfarrei wurde. 
Von 2016 bis 2018 erfuhr die Kirche eine Außen- und Innenrenovierung. 
Derzeitiger Priester der Pfarrei Varna ist Veroljub Đurđević.

## Architektur
Die Kirche in Form eines langgestreckten griechischen Kreuzes mit einer Rundkuppel über der Kreuzung der Seitenarme des Kirchenschiffes besitzt eine Ikonostase mit Ikonen und einen Innenraum mit neu gemalten byzantinischen Fresken. Sie weist einige klassizistische Merkmale auf, obwohl diese Architekturform damals schon als überholt galt.